# تيسون غوردون
تيسون غوردون (31 يناير 1982 في جامايكا - ) (بالإنجليزية: Tyson Gordon)‏ هو لاعب كريكت جامايكي. شارك مع منتخب كندا الوطني للكريكت ومنتخب جامايكا الوطني للكريكت.

## وصلات خارجية
- تيسون غوردون على موقع إي آس بي آن كريك إنفو (الإنجليزية)